# Боллобаш, Бела
Бела Боллобаш — британский математик венгерского происхождения.
Известен работами по функциональному анализу, комбинаторике, теории графов и теории перколяции.

## Биография
Ещё учась в школе, принимал участие в первых трёх международных математических олимпиадах; завоевал две золотые медали.
Узнав о его победах, Пал Эрдёш пригласил его на обед, после этого они поддерживали связь.
Первой его публикацией была совместная публикация с Эрдёшем об экстремальных задачах в теории графов, написанная, когда он учился в средней школе в 1962 году.
Эрдёш рекомендавал его Гарольду Дэвенпорту, и после долгой борьбы за разрешение венгерских властей Боллобаш провёл год в Кембридже.
Однако власти отклонили его просьбу вернуться в Кембридж для обучения в докторантуре.
Аналогичное предложение о стипендии из Парижа также было отклонено.
Он защитил свою первую докторскую диссертацию по дискретной геометрии под руководством Ласло Фейеша Тота и Пала Эрдёша в Будапештском университете в 1967 году.
После этого провёл год в Москве под руководством Израиля Моисеевичя Гельфанда.
Далее год в Крайст-Черч, Оксфорд, под руководством Майкла Атьи.
Затем он поступил в Тринити-колледж в Кембридже, где в 1972 году защитил вторую докторскую степень по функциональному анализу, под руководством Фрэнка Адамса.
В 1970 году он был удостоен стипендии колледжа.
В 1996 году он подал в отставку со своего университетского поста, но остался стипендиатом Тринити-колледжа в Кембридже.
В 1996 году он был назначен на кафедру передового опыта имени Джаби Хардина в Университете Мемфиса, а в 2005 году ему была присуждена стипендия старшего научного сотрудника в Тринити-колледже.

## Личная жизнь
Его отец был врачом.
Его жена, Габриэлла Боллобаш, родившаяся в Будапеште, была актрисой и музыкантом в Венгрии.
После переезда в Англию, стала скульптором.
Она сделала бюсты математиков и ученых, в том числе Пала Эрдёша, Уильяма Татта, Джорджа Бэтчелора, Джона фон Неймана, Поля Дирака и Стивена Хокинга, а также отлитое из бронзы изображение Давида Гильберта.
У него есть сын, Марк.
Боллобаш также является спортсменом, представлявшим Оксфордский университет в современном пятиборье и Кембриджский университет в фехтовании.

## Признание
- Стипендиат Тринити-колледжа в Кембридже с 1970 года.
- Внешний член Венгерской академии наук.
- Приглашенным докладчиком на Международном конгрессе математиков в Берлине (1998 год).
- Премия Уайтхеда-старшего Лондонского математического общества (2007 год).[6]
- Член Лондонского королевского общества (2011 год).
- Иностранный член Польской академии наук (2013 год).
- Почётная докторская степень в Университете Адама Мицкевича в Познани (2013 год).
- Премия Бочкаи (2016 год).
- Премию Сечени (2017 год).
- Член Европейской академии (2017 год).

## Избранные труды
- Extremal Graph Theory. Academic Press 1978,[7] Dover 2004 (see here).
- Graph theory- an introductory course. Springer 1979, doi:10.1007/978-1-4612-9967-7.
- Random Graphs. Academic Press 1985. Cambridge University Press 2001 doi:10.1017/CBO9780511814068.
- Combinatorics - set systems, hypergraphs, families of vectors, and combinatorial probability. Cambridge University Press 1986 ISBN 9780521337038.
- Linear Analysis – an introductory course. Cambridge University Press 1990, 1999 doi:10.1017/CBO9781139168472.
- with Alan Baker, András Hajnal (ed.): A tribute to Paul Erdös. Cambridge University Press 1990 doi:10.1017/CBO9780511983917.
- (ed.): Probabilistic combinatorics and its applications. American Mathematical Society 1991 ISBN 978-0-8218-5500-3.
- with Andrew Thomason (ed.): Combinatorics, Geometry and Probability: A Tribute to Paul Erdös. Cambridge University Press 1997 doi:10.1017/CBO9780511662034.
- Modern Graph Theory. Springer 1998, doi:10.1007/978-1-4612-0619-4.[8]
- (ed.): Contemporary Combinatorics. Springer und Janos Bolyai Mathematical Society, Budapest 2002 ISBN 978-3-642-07660-2.
- with Oliver Riordan: Percolation. Cambridge University Press 2006 doi:10.1017/CBO9781139167383.
- The Art of Mathematics – Coffee Time in Memphis. Cambridge University Press 2006 doi:10.1017/CBO9780511816574(with drawings by his wife Gabrielle Bollobás)
- with Robert Kozma, Dezső Miklós: Handbook of Large-Scale Random Networks. Springer 2009, doi:10.1007/978-3-540-69395-6.
- Béla Bollobás. The Art of Mathematics – Take Two. — Cambridge University Press, 2022. — ISBN 978-1108978262.